# Pareuxesta academica
Pareuxesta academica är en tvåvingeart som beskrevs av Steyskal 1966. Pareuxesta academica ingår i släktet Pareuxesta och familjen fläckflugor. Inga underarter finns listade i Catalogue of Life.